# Giuseppe Natoli
Giuseppe Natoli Gongora (Messina, 9 juni 1815 – aldaar, 25 september 1867) was in het koninkrijk der Beide Siciliën een edelman, politicus en vrijmetselaar. Natoli was advocaat, hoogleraar en een revolutionair tegen het Bourbonregime; in het afgescheurde koninkrijk Sicilië (1848-1849) was hij parlementslid.
Later, in het eengemaakte koninkrijk Italië, was Natoli prefect, minister, afgevaardigde en senator voor het leven.

## Levensloop

### Koninkrijk der Beide Siciliën
Zijn adellijke titel was baron van Scaliti. Zijn ouders waren de edellieden Giacomo Natoli en Emanuela Cianciolo, van wie voorouders betrokken waren in het bestuur van de stad Messina.
Natoli studeerde aanvankelijk filosofie en welsprekendheid aan de Accademia Carolina in Messina. Nadien werd hij student rechtsgeleerdheid aan de universiteit van Palermo en, eenmaal afgestudeerd (1837), werd hij advocaat in Messina. Natoli nam deel aan vergaderingen van industriëlen en vrijmetselaars in Messina. Zo stond hij financieel aan de wieg bij de oprichting van de Società economica del Vallo di Messina. In deze kringen ageerde hij tegen het Bourbonregime, het heersende Huis in de Beide Siciliën, aan wie hij onderdrukking van de handel verweet. Vanaf 1843 was Natoli hoogleraar burgerlijk recht aan de universiteit Messina.
In het Revolutiejaar 1848 scheurde Sicilië zich af van het koninkrijk Napels. Zijn broer Vincenzo werd vrijwilliger in het Siciliaanse leger, terwijl Natoli verkozen werd in het Lagerhuis van het afgescheurde Sicilië. Zijn politieke ambitie was om van Messina opnieuw een vrijhaven te maken zoals ze bestond voor het neerslaan van de anti-Spaanse opstand.  Hij overlegde vaak met zijn medestander Giusseppe La Farina (1815-1863). Natoli kreeg van de revolutionaire regering diplomatieke taken. Hij was een van de Siciliaanse notabelen die tevergeefs de kroon van Sicilië aanboden aan hertog Ferdinand Maria van Savoye-Carignano. Ook voer hij met een Engels schip om de repressiecampagne van koning Ferdinand II der Beide Siciliën te milderen. Ook dit was tevergeefs. De Bourbontroepen veroverden al bombarderend Messina en de rest van Sicilië (1849).

### Ballingschap: 1849 – 1860
Na het neerslaan van de Siciliaanse rebellie was er geen plaats voor Natoli. Natoli verbleef elf jaar in ballingschap in Piëmont, waar hij afwisselend in Turijn, de hoofdstad, en Genua verbleef. In het koninkrijk Piemonte-Sardinië heerste het Huis Savoye, dat de Risorgimento aanvuurde naar een eengemaakt Italië onder het Huis Savoye. Natoli verbleef er te midden van andere ballingen uit Sicilië en Napels. Hij verliet zijn separatistische ideeën voor Sicilië en verbond zich met de Risorgimento zoals eerste minister Cavour ze uitgetekend had. Een Amerikaans type van bestuur voor Sicilië bestreed hij. Natoli onderhield de relaties met La Farina. 
Natoli bleef financieel actief en tekende in op het startkapitaal van de scheepswerf Orlando in Ligurië. 
Tevens klom hij op in de hiërarchie van de vrijmetselarij zodat hij hoge posities innam in het Grootoosten van Italië. Zijn broer Vincenzo was intussen officier in het Piemontees leger en vocht samen met de Britten op de Krim (1856). De beide broers weigerden in 1859 de amnestie die koning Frans II had uitgevaardigd voor de ballingen van 1848. De Beide Siciliën stonden als staat op instorten.

### Sicilië wordt deel van Italië
In 1860 veroverden Garibaldi en de Roodhemden Sicilië ten koste van het Bourbonregime. Natoli’s broers Vincenzo en anderen vochten mee. Natoli keerde naar Sicilië terug, alsook La Farina. Deze laatste deed dat in het kielzog van koning Vittorio Emanuele II die het bevrijde Palermo bezocht (1860). Natoli was kort gouverneur van Messina (december 1860 – januari 1861) in deze woelige periode van overgang op Sicilië. La Farina en Natoli richtten een nieuwe vrijmetselaarsloge op Luce e Verità, die zij onmiddellijk ondergeschikt maakten aan het Grootoosten van Italië. Natoli hernam zijn leerstoel burgerlijk recht (1861).
In 1861 werd Natoli verkozen tot Afgevaardigde in het Italiaans parlement, dat zitting had in Turijn. Natoli zette zich in om de havenactiviteiten van Messina te herstarten en de forten errond te demilitariseren. Natoli werd voor de eerste keer minister van Italië, van  maart 1861 tot juni 1861, tot Cavour overleed. Natoli was in dit IVde en laatste Kabinet van Cavour minister van Landbouw, Industrie en Handel. 
Tevens werd Natoli door koning Vittorio Emanuele II benoemd tot senator voor het leven (1861); hij zat op de bank van (ex-)ministers.
Vervolgens werd Natoli benoemd tot politieprefect van Brescia, op het vasteland (juni 1861 tot mei 1862). Natoli moest de baan ruimen toen enkele jongeren van Brescia werden doodgeschoten bij rellen. Hij werd bevorderd tot prefect in Siena (juni 1861), iets wat hij maar enkele dagen deed omdat het politiewerk hem niet lag. Hij wilde terug tijd kunnen besteden aan zijn parlementair werk.

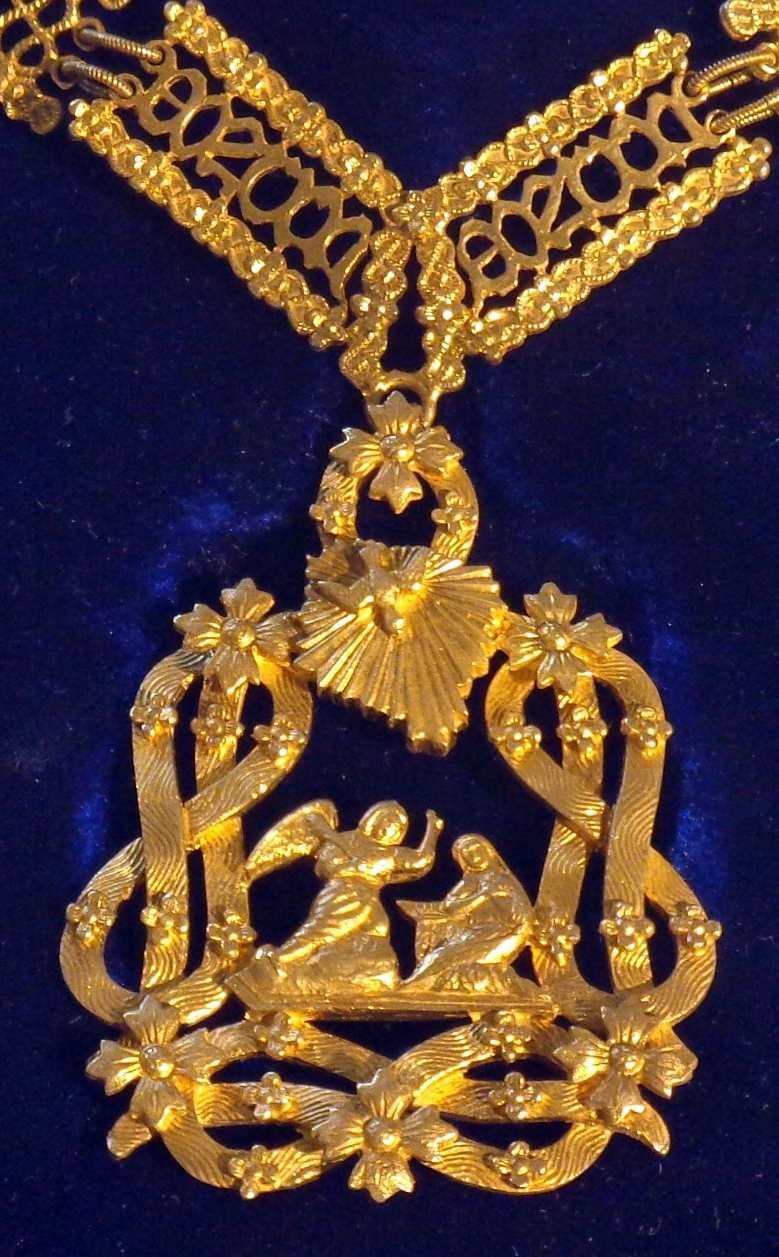
Hoogste Orde van de Aankondiging

Afgevaardigde Natoli werd voor een tweede maal minister, en dit in 1864, in het IIe Kabinet van La Marmora. Hij was minister van Openbaar Onderwijs van september 1864 tot december 1865; vanaf september 1865 combineerde hij dit met ministerie van Binnenlandse Zaken. Als minister voor onderwijs hevormde Natoli het geschiedenisonderwijs, het voortgezet en universitair onderwijs. In december 1865 was hij voor beide portefeuilles minister af. Hij was niet in staat de onrust van Noord-Italiaanse senatoren de baas te kunnen, die niet wensten dat het nieuwe Italië een andere hoofdstad dan Turijn had. Natoli had zich positief uitgelaten over Florence. Te noteren valt dat Rome op dat moment nog in handen van de Pauselijke Staat was. 
Hij verliet de Kamer van Afgevaardigden (1865).
In 1867 brak cholera uit in Messina. Natoli hielp de medeburgers doch overleed nadat hij zelf cholera had opgelopen (1867). Zijn enige zoon, baron Giacomo Natoli, werd nadien driemaal burgemeester van Messina.

## Eerbewijzen

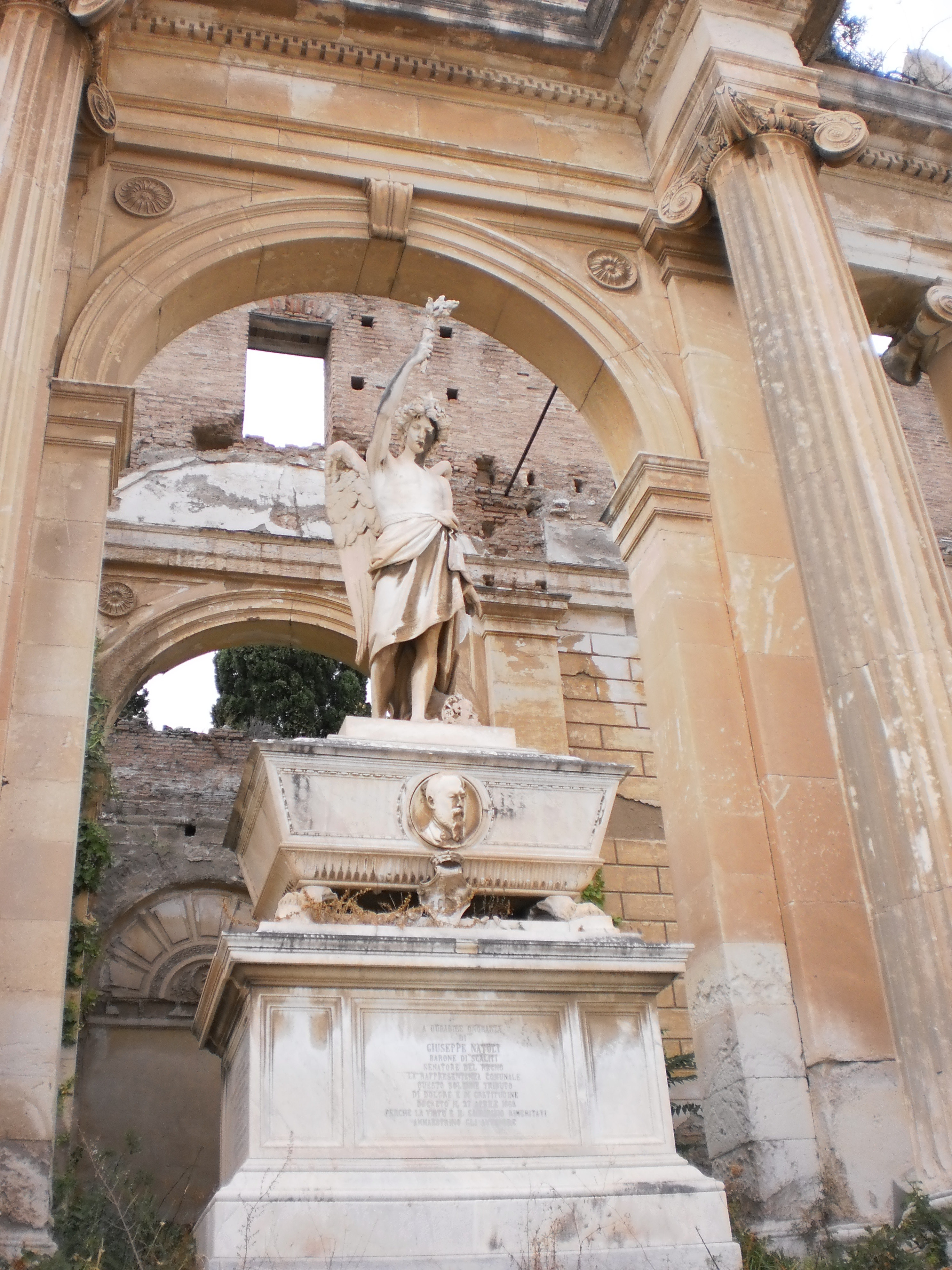
Praalgraf in Messina

Van het koninkrijk Piëmont-Sardinië en het latere koninkrijk Italië ontving Natoli meerdere eretekens:
- Grootofficier in de Orde van Sint-Mauritius en Sint-Lazarus
- Ridder in de Hoogste Orde van de Aankondiging
- Grootkruis in de Orde van de Italiaanse Kroon

Het stadsbestuur van Messina bezorgde hem een praalgraf op de stedelijke begraafplaats (1868). De beeldhouwer was Lio Gangeri.